# 殿本恭平
殿本 恭平（とのもと きょうへい、1995年7月1日 - ）は、日本のプロボクサー。大阪府岸和田市出身。第3代日本フェザー級ユース王者。勝輝ボクシングジム所属。かつてはハラダボクシングジムに所属していた。

## 人物・来歴
中学2年生からボクシングを始めた。
2013年4月12日に大阪府立体育会館第2競技場で山本琢也とフェザー級4回戦を戦い、4回54秒TKO勝ちを収めてデビュー戦を白星で飾ったが、3か月後の試合では4回判定負けでプロ初黒星を喫した。
2014年フェザー級新人王西軍代表として、東軍代表阿部麗也を相手に5回0-3（46-49、45-49×2）判定負けで全日本新人王獲得はならなかった。
その後3連勝して2019年5月5日に三田ホテルで行われた「三田から世界へ14」にて松岡輝と日本ユースフェザー級タイトルマッチを行い、8回2-0（76-76、76-75、77-75）判定勝ちを収めて日本ユース王座獲得に成功。同年12月14日に岸和田市総合体育館サブアリーナで本橋遼太郎と日本ユースフェザー級タイトルマッチを行い、8回1-1（77-75、75-77、76-76）ドローで初防衛に成功。その後王座を返上した。
2020年12月19日に大阪府立体育会館第2競技場で行われた「第70回REAL SPIRITS」にて中川公弘とフェザー級8回戦を行い、8回3-0（79-73、78-74×2）判定勝ちを収めた。
2023年11月26日、韓国・ソウルの龍山区文化体育センターにてOPBF東洋太平洋フェザー級シルバー王者のカン・ジョンソンに挑戦し、10回0-3（91-98、93-96、92-97）判定負けを喫し王座獲得に失敗した。
2024年11月24日、堺市金岡公園体育館で日本フェザー級最強挑戦者決定戦として日本同級2位の大久祐哉と対戦し、8回0-1（75-77、76-76×2）判定で引き分けたものの、最強挑戦者決定戦の特別ルールとして引き分けとなった2名の審判員が与えた優勢点により大久が勝者扱いとなり、王者の松本圭佑への挑戦権を獲得できなかった。

## 獲得タイトル
- 第3代日本フェザー級ユース王座（防衛1=返上）

## 戦績
- プロボクシング - 22戦16勝4敗2分（8KO）

| 戦           | 日付           | 勝敗 | 時間    | 内容        | 対戦相手                       | 国籍 | 備考                                                         |
| ------------ | -------------- | ---- | ------- | ----------- | ------------------------------ | ---- | ------------------------------------------------------------ |
| 1            | 2013年4月12日  | ☆    | 4R 0:54 | TKO         | 山本琢也（黒潮）               | 日本 | プロデビュー戦・2013年度西日本フェザー級新人王予選           |
| 2            | 2013年7月26日  | ★    | 4R      | 判定0-3     | 河村真吾（堺東ミツキ）         | 日本 | 2013年度西日本フェザー級新人王予選                           |
| 3            | 2013年11月15日 | ☆    | 4R      | 判定3-0     | 高須賀陽（エディタウンゼント） | 日本 |                                                              |
| 4            | 2014年5月25日  | ☆    | 4R 1:44 | TKO         | 山本琢也（黒潮）               | 日本 | 2014年度西日本フェザー級新人王予選                           |
| 5            | 2014年9月14日  | ☆    | 4R      | 判定2-1     | 影山徹（倉敷守安）             | 日本 | 2014年度西日本フェザー級新人王決勝戦                         |
| 6            | 2014年11月9日  | ☆    | 5R      | 判定3-0     | 五十嵐嵩視（トコナメ）         | 日本 | 2014年度西日本フェザー級新人王戦西軍代表決定戦               |
| 7            | 2014年12月21日 | ★    | 5R      | 判定0-3     | 阿部麗也 (KG大和)              | 日本 | 全日本フェザー級新人王決勝戦                                 |
| 8            | 2015年4月17日  | ☆    | 6R      | 判定3-0     | 高須賀陽（エディタウンゼント） | 日本 |                                                              |
| 9            | 2015年7月17日  | ☆    | 1R 2:41 | TKO         | パイシトン・ムアンシマ         | タイ |                                                              |
| 10           | 2018年12月24日 | ☆    | 1R 2:46 | TKO         | ナンティパット・ケーサ         | タイ |                                                              |
| 11           | 2019年5月5日   | ☆    | 8R      | 判定2-0     | 松岡輝（大成）                 | 日本 | 日本ユースフェザー級タイトルマッチ                           |
| 12           | 2019年12月14日 | △    | 8R      | 判定1-1     | 本橋遼太郎(本橋)               | 日本 | 日本ユース王座防衛1→返上                                     |
| 13           | 2020年7月16日  | ★    | 7R 2:10 | TKO         | 清水聡（大橋）                 | 日本 | OPBF東洋太平洋フェザー級タイトルマッチ                       |
| 14           | 2020年12月19日 | ☆    | 8R      | 判定3-0     | 中川公弘（ワタナベ）           | 日本 |                                                              |
| 15           | 2021年11月23日 | ☆    | 8R 0:39 | TKO         | 金井隆明（ディアマンテ）       | 日本 |                                                              |
| 16           | 2022年5月29日  | ☆    | 8R 2:05 | 負傷判定3-0 | 小坂烈（SUN-RISE）             | 日本 |                                                              |
| 17           | 2022年10月16日 | ☆    | 3R 0:54 | TKO         | 高原裕之（千里馬神戸）         | 日本 |                                                              |
| 18           | 2023年4月30日  | ☆    | 2R 2:10 | TKO         | ワエトン・サイトーンジム       | タイ |                                                              |
| 19           | 2023年11月26日 | ★    | 10R     | 判定0-3     | カン・ジョンソン               | 韓国 | OPBF東洋太平洋シルバーフェザー級タイトルマッチ               |
| 20           | 2024年3月12日  | ☆    | 8R      | 判定3-0     | 中川公弘（ワタナベ）           | 日本 |                                                              |
| 21           | 2024年7月28日  | ☆    | 1R 1:18 | KO          | サハラット・テヒラン           | タイ |                                                              |
| 22           | 2024年11月24日 | △    | 8R      | 判定0-1     | 大久祐哉（金子）               | 日本 | 日本フェザー級最強挑戦者決定戦 ※優勢点により挑戦権獲得ならず |
| テンプレート |                |      |         |             |                                |      |                                                              |